# David des Granges
David des Granges (baptisé en 1611, mort vers 1672) est un peintre miniaturiste anglais et graveur du XVIIe siècle.

## Biographie
Il est issu d'une famille immigrée de Guernesey, fils de Samson de Granges, et de sa femme Marie Bouvier. Il est baptisé deux fois le 24 mars 1611, à l'église française de la rue Threadneedle (Waterhouse / Saur / Kolmann), et à Sainte Anne Blackfriars.
À l'âge adulte, il vit et travaille dans le quartier de Covent Garden. Il se marie le 7 janvier 1635 ou 1636 à Judith Hoskins, vraisemblablement liée à la famille du miniaturiste John Hoskins. Il est possible que celui-ci ait facilité son accès à la cour de Charles Ier.
Après son mariage, il déménage de la paroisse de Blackfriars à Long Acre, où il vit encore à la fin de sa vie, vers 1672.
Il est employé comme miniaturiste pendant le règne de Charles I (1625-1649). Pendant la guerre civile anglaise et la période postérieure du Commonwealth (1642-1660), il prend le parti des royalistes et réalise de nombreuses miniatures du futur Charles II (1660-1685).
Il rejoint Charles II à La Haye, (Waterhouse 1988), et le suit en Écosse pendant la guerre civile en 1650-1651. Il réalise de nombreux portraits du roi, production devenue importante pendant la guerre pendant laquelle ils font office de jetons de loyauté. Les paiements qui lui étaient dus pour ce travail étaient toujours en suspens en 1671, peu avant sa mort.

## Œuvre

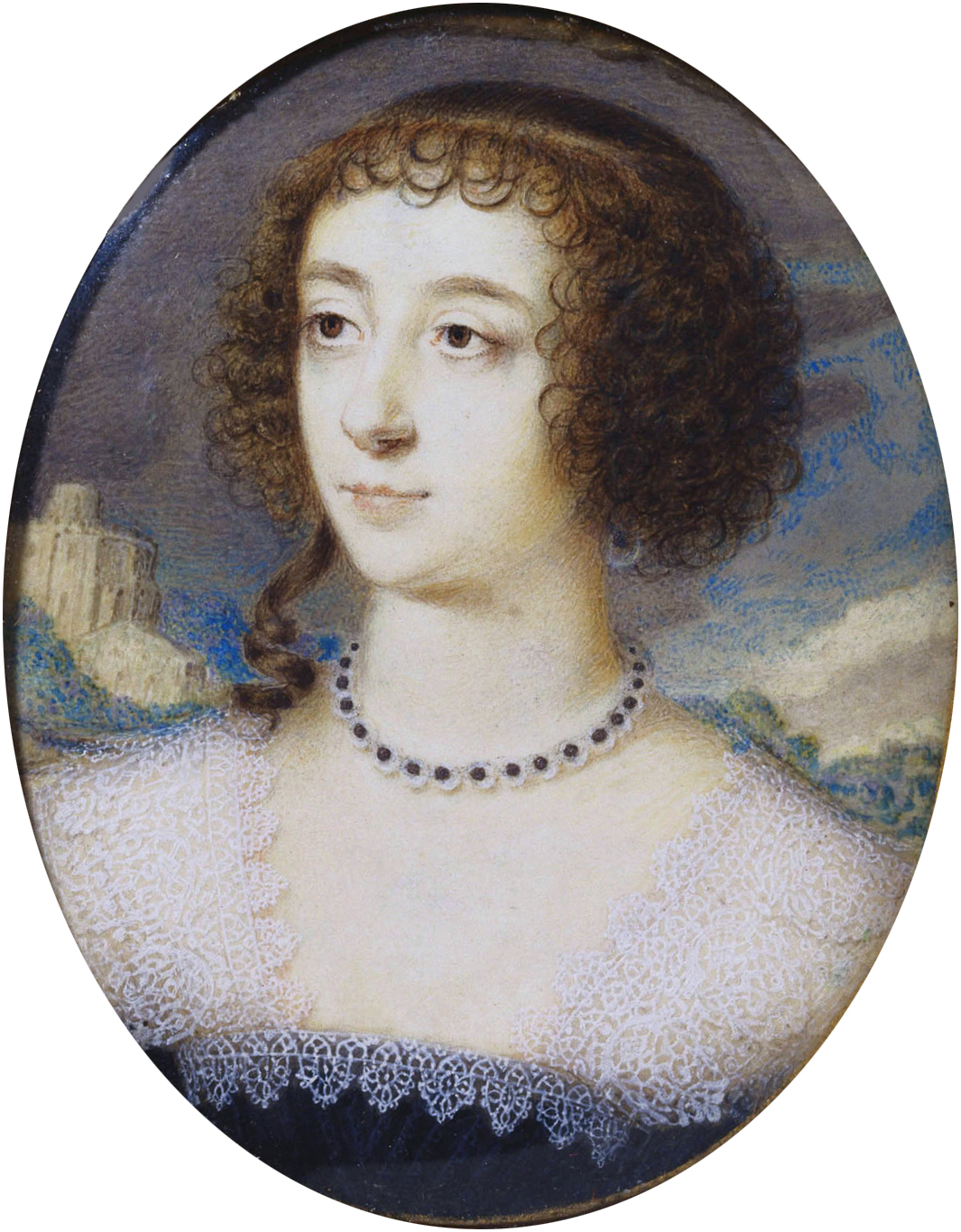
La Reine Henriette Marie
(1630, Royal Collection).

Ses premières miniatures datent des années 1620 et il est également connu pour avoir produit au moins une copie d'un vieux maître de la collection de Charles Ier (Allégorie, dit du Marquis del Vasto d'après le Titien (Victoria and Albert Museum, Londres, HH394-1948).
À ses débuts il a subi l'influence du peintre en miniature John Hoskins et de Peter Oliver. Les contemporains attestent qu'il travaillait aussi comme graveur et à la peinture à huile.
Après la Restauration anglaise de 1660, il a été influencé par le peintre de cour Jacob Huysmans, et peut-être aussi par Samuel Cooper, neveu de John Hoskins. Il était considéré comme un artiste de premier plan de son temps, mais ses œuvres authentiques ne sont pas faciles à identifier.
- Portrait de Henriette Marie de France (1609-1669) (mai 1630), aquarelle sur vélin, 5,4 × 4,4 cm, Royal Collection. Influence forte de la miniature réalisée en 1632 (Royal Collection) par Hoskins[3].
- La Famille Saltonstall (vers 1636), huile sur toile, 214 × 276 cm, Tate Britain, Londres[4]

David des Granges est enregistré comme le graveur en 1628, de la peinture Saint George et le dragon par Raphael donné par Lord Pembroke à Charles I.